# Двойная игра (пьеса)
«Двойная игра» (англ. The Double Dealer) — комедия английского драматурга Уильяма Конгрива, впервые поставленная на сцене в 1693 году. Вступление к ней написал Джон Драйден. Пьеса имела относительный успех. По словам Драйдена, она раздражала большую часть публики: «Дамы полагают, что драматург изобразил их шлюхами; джентльмены обижены на него за то, что он показал все их пороки». Конгрив в «Посвящении» к первому изданию «Двойной игры» постарался ответить на все обвинения.